# Achalcus nigroscutatus
Achalcus nigroscutatus är en tvåvingeart som beskrevs av Octave Parent 1933. Achalcus nigroscutatus ingår i släktet Achalcus och familjen styltflugor. Inga underarter finns listade i Catalogue of Life.